# Institution correctionnelle de Dodge (Wisconsin)
Ne pas confondre avec l'établissement correctionnel de Fort Dodge, dans l'Iowa (en) et avec la prison d'État de Dodge, en Géorgie (en)
Dodge Correctional Institution
L'institution correctionnelle de Dodge (en anglais : Dodge Correctional Institution ou DCI) est un établissement correctionnel américain à sécurité maximale pour hommes adultes situé à Waupun, dans le comté de Dodge, dans l’État du Wisconsin. L'établissement est géré par la division des établissements pour adultes du Wisconsin Department of Corrections (en).

## Histoire
L'établissement est initialement l'hôpital central d'État pour les criminels soufrant de troubles psychiatrique. En vertu du chapitre 29 des lois de 1977, il est converti en établissement correctionnel pour adultes en 1977, le montant des travaux atteignant 2,47 millions $.
Les deux premiers détenus sont transférés de l'institution correctionnelle de Waupun (en), situé à proximité, vers le nouvel établissement le 15 mai 1978.
Le 29 octobre 1993, les travaux d'agrandissement d'un montant de 45 millions de dollars sont inaugurés, ce qui a plus que doublé la taille de l'établissement[réf. nécessaire].
Le 17 juin 1996, la première détenue est incarcérée dans l'établissement, ce qui en fait le seul lieu d'incarcération administré par le Wisconsin Department of Corrections (en) et autorisé à incarcérer les criminels adultes, hommes et femmes[réf. nécessaire]. L'établissement sert de lieu d'incarcération pour les détenus hommes et femmes jusqu'au 1er décembre 2004, date à laquelle le quartier pour femmes est transféré à l'institution correctionnelle de Taycheedah (en)[réf. nécessaire].

## Description
L'établissement sert de centre d'évaluation des détenus hommes pour l'ensemble de l’État du Wisconsin. A l'issue de ces évaluations, les détenus sont répartis dans les différentes prisons de l’État.
L'établissement sert également de centre médical central pour la division, fournissant des soins hospitaliers et ambulatoires aux détenus hommes et femmes.
L'établissement est inscrit au Registre national des lieux historiques depuis 1991 en sa qualité d'ancien hôpital central de l’État,.

## Détenus actuels et anciens détenus notables
- Steven Avery : meurtrier reconnu coupable, sujet du documentaire Netflix, Making a Murderer[5].
- Ed Gein : meurtrier, pilleur de tombes, incarcéré lorsque l'institution était l'hôpital central d'État[1],[6].
- Jake Patterson (en) : meurtrier et kidnappeur, transféré depuis dans une prison du Nouveau-Mexique[7].
- John Flammang Schrank : tentative d'assassinat de Theodore Roosevelt, se trouvait à l'hôpital central d'État et y est décédé[8].
- Chai Vang (en) : reconnu coupable du meurtre de six personnes, a depuis été transféré au pénitencier d’État de l'Iowa (en) [9].
- Chris Watts : auteur de meurtres de la famille Watts, transféré du Colorado Department of Corrections (en)[1].
- Chandler Halderson : reconnu coupable du meurtre et du démembrement de ses parents[10].
- Darrell Brooks Jr. : reconnu coupable de 76 chefs d'accusation, dont six chefs d'homicide intentionnel au premier degré, 61 chefs d'accusation de mise en danger imprudente d'autrui, 6 chefs d'accusation de délit de fuite ayant entraîné la mort, 2 chefs d'accusation de fuite sous caution et 1 chef d'accusation de coups et blessures. son ancienne petite amie Erika Patterson et lors de l'attaque du défilé de Noël de Waukesha.
- Terry Caspersen : condamné pour meurtre dans les années 1960, il est incarcéré dans l'établissement où il décède le 13 juillet 2023. A la date de son décès, il est considéré comme le plus ancien détenu de l’État du Wisconsin[11].
- Chai Vang (en) : condamné en 2005 à 6 condamnations à perpétuité pour avoir commis 6 homicides. Il est incarcéré dans l'établissement jusqu'en janvier 2006, date à laquelle il est transféré dans le pénitencier d’État de l'Iowa (en)[1].